# 弗洛伦斯·哈定
弗洛伦斯·梅布尔·“弗洛西”·克林·哈丁（Florence Mabel "Flossie" Kling Harding，1860年8月15日—1924年11月21日），美國第29任总统沃伦·哈定的妻子，比总统年长五岁，美国前第一夫人（1921年-1923年）。
本名弗洛伦斯·梅布尔·“弗洛西”·克林（Florence Mabel "Flossie" Kling），年輕時與鄰家男生尤金·德沃尔夫（Eugene deWolfe）私奔後，曾隨丈夫姓德沃尔夫，但兩人一起不久已以離婚收場。